# 松木俠
松木侠（1898年3月9日—1962年7月11日）日本山形县西田川郡大宝寺村（今鶴冈市）人，满洲国政治人物。

## 生平
松木侠是官吏松木清直的第三个儿子。1916年，自莊内中学校（今山形县立鶴冈南高等学校）毕业。后入第二高等学校。1922年，从東京帝国大学法学部德国法律科毕业。同年5月，入南满铁路任职。1931年8月，转任职于上海事務所（陸軍省聘上海駐在員），10月1日就任非役关東軍国际法顧問。他还曾任关东军统制部行政课长。1932年4月26日，任满洲国法制局長，任至9月19日辞任。10月，赴欧美考察研究各国法制。1934年7月回到满洲。
后来，他任满洲国总务厅秘书处长。1937年5月6日，就任总务厅法制处長。1938年3月1日，改任满洲国参議府秘書局長。1940年5月16日，改任满洲国总务厅次長。1943年6月19日，改任满洲国審計局長官。1944年10月2日，改任大同学院院長，任至1945年8月日本投降。
1945年日本投降后，松木侠归国。1946年，在東京都开设律师事務所。1954年，随着鶴冈市長國井重典去世，松木侠当选新任鶴冈市長。1955年，帮助土佐内佐吉（原國鐵燕子投手土佐内吉治的父亲）在鶴冈创设中学校野球大会。1958年1月26日，再次当选鹤冈市長。1962年7月11日，在市长任内逝世。其墓在鶴冈的福寿寺。

## 著作
- 1927年 - 『商租問題に就て』 大連商業会議所（出版）
- 1930年 - 『商租権概説』 （南満洲鉄道株式会社パンフレツト：第73号に収録）